# 美馬インターチェンジ

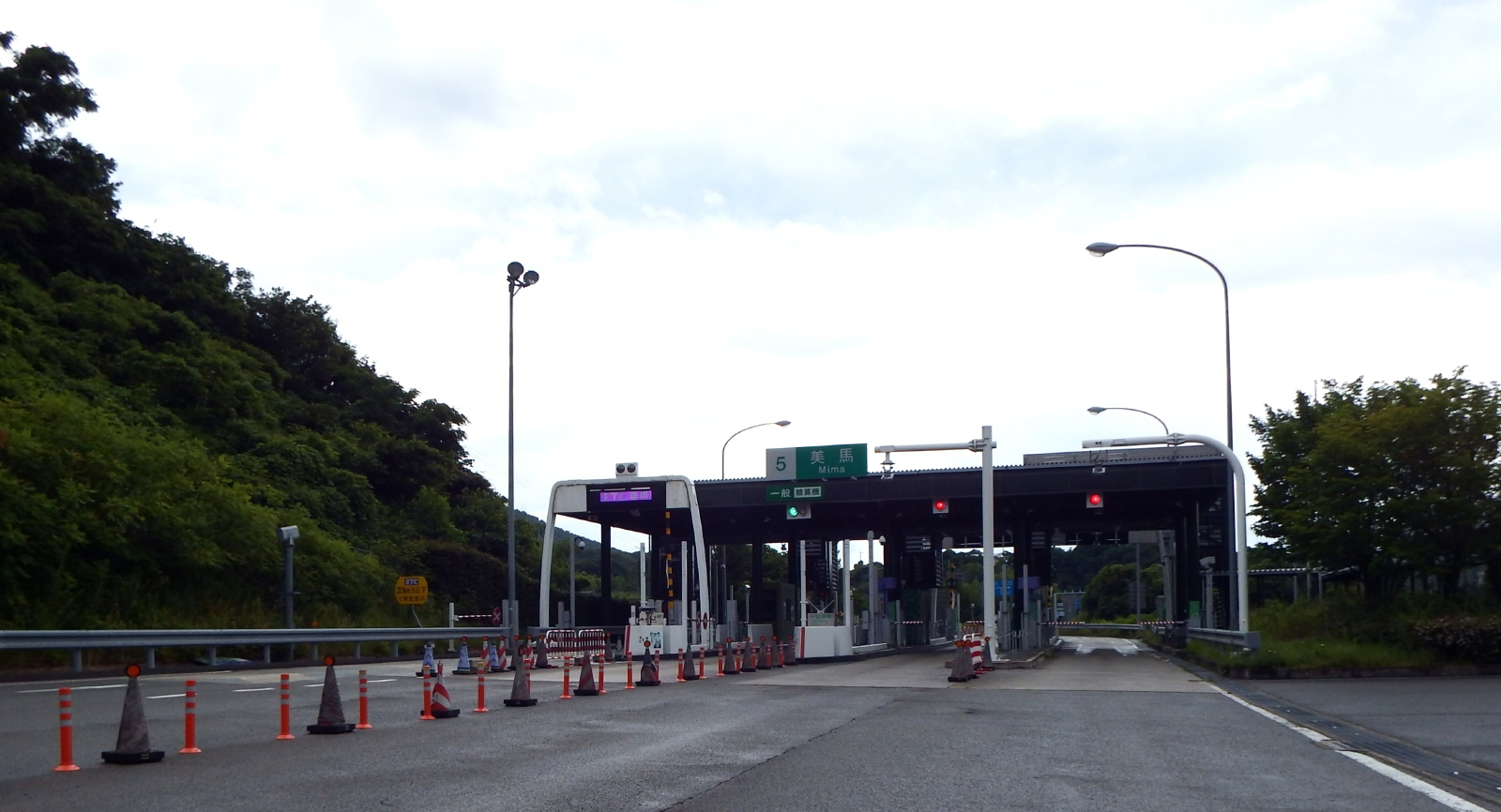
出口

美馬インターチェンジ（みまインターチェンジ）は、徳島県美馬市美馬町字下突出にある徳島自動車道のインターチェンジ。つるぎ町の最寄りインターチェンジである。
市名を冠したインターチェンジであるが、名称は旧美馬町からとられたものであり、現在の美馬市役所の最寄りICは隣の脇町ICである。

## 接続する道路
- 国道438号

## 歴史
- 1997年（平成9年）12月3日 : 脇町IC - 美馬IC間開通に伴い、供用開始。
- 1999年（平成11年）3月30日 : 美馬IC - 井川池田IC間開通。
- 2019年（令和元年）12月20日 : 国土交通省の社会実験事業として、高速道路一時退出実験の試行開始[1]（ETC2.0搭載車に限定して、当ICで流出し、隣接する道の駅みまの里に立ち寄り後、1時間以内に当ICから再流入して順方向に利用の場合、目的地まで高速道路を降りずに利用した場合と同じ料金に調整される。）。
- 2020年（令和2年）3月27日 : 高速道路一時退出実験の退出可能時間がそれまでの1時間以内から3時間以内に引き上げられる[2]。
- 2022年（令和4年）7月1日 : 高速道路一時退出実験の退出可能時間がそれまでの3時間以内から2時間以内に変更[3]。
- 2023年（令和5年）4月3日 : 料金所がETC専用になる[4]。

## 美馬バスストップ
美馬バスストップ（みまバスストップ）は、美馬インターチェンジに併設された高速バス用バス停留所。停留所設備は高速道路施設外に設けられており、停車するバスはいったん料金所を出て客扱いを行う。
高速バス利用者専用駐車場あり。
- しこくさぶろうエディ号（四国交通、阪急バス）
  - 阪急梅田行（乗車のみ）
  - 阿波池田バスターミナル経由井川四交前行（降車のみ）
- しこくさぶろうエディ号、ハーバーライナー、阿波やまびこライナー（四国交通、神姫バス、山陽バス）
  - 学園都市駅経由三ノ宮駅行
  - 阿波池田バスターミナル経由井川四交前行（降車のみ）
- 高知徳島エクスプレス（徳島バス、JR四国バス、とさでん交通）
  - 高知駅行（乗車のみ）
  - 徳島駅行（降車のみ）

## 料金所

### 入口
- ブース数 : 2

2ブースともETC専用およびサポートまたはETC・サポートの可変式ブース

### 出口
- ブース数 : 2
  - ETC専用およびサポートまたはETC・サポートの可変式 : 1
  - サポート : 1

## 隣
E32 徳島自動車道
(4) 脇町IC - (5) 美馬IC - 吉野川SA/スマートIC - (6) 井川池田IC